# Roger Beler
Sir Roger Beler (auch Belers) († 19. Januar 1326 in Rearsby) war ein englischer Ritter, der als königlicher Richter und Beamter diente.

## Herkunft
Roger Beler stammte aus einer kleineren Familie der Gentry. Er war ein Sohn von William Beler und dessen Frau Amice. Sein Großvater Roger Beler hatte von 1255 bis 1256 als Sheriff von Lincolnshire gedient. Über seine Ausbildung und seine frühe Karriere ist nichts bekannt.

## Gefolgsmann des Earl of Lancaster und Dienst als Richter
Beler war ein Gefolgsmann von Thomas, Earl of Lancaster, der ihn im Oktober 1318 als seinen Vertreter während des Parlaments in York benannte. Dabei erreichte er, dass gemäß dem Vertrag von Leake sein Dienstherr und dessen Gefolgsleute, er selbst eingeschlossen, vom König für Vergehen begnadigt wurden. Im Frühjahr 1319 diente er als Verwalter Lancasters in Stapleford in Leicestershire und von anderen Besitzungen. Im Dezember 1318 stand er als Richter aber auch im Dienst der Krone. In den nächsten Jahren diente er weiterhin als Richter. Unter anderem überprüfte er die Amtsführung von königlichen Beamten und diente gelegentlich auch als Assizerichter.

## Tätigkeit als Verwalter von beschlagnahmten Gütern Lancasters
Offenbar bevor Lancaster ab 1321 offen gegen König Eduard II. rebellierte, trat Beler vollständig aus dessen Dienst. Zwar galt Beler damit bei einigen zeitgenössischen Chronisten als Verräter, doch während Lancaster 1322 geschlagen, gefangen genommen und als Verräter hingerichtet wurde, profitierte Beler vom Sturz Lancasters. Im Juni 1321 waren ihm beträchtliche Schulden gegenüber der Krone erlassen worden, und nach der Hinrichtung Lancasters übernahm er für fast zwei Monate von März bis Mai 1322 die Verwaltung der umfangreichen Besitzungen Lancasters in Staffordshire, Derbyshire und Leicestershire, dazu beschlagnahmte er Besitzungen von weiteren Rebellen. Zwar musste er diese Güter später an andere, vom König eingesetzte Verwalter übergeben, doch Beler scheint sich in dieser Zeit erheblich bereichert zu haben. Bis Juli 1323 hatte er als Verwalter große Macht und erheblichen Einfluss. Neben der Verwaltung der Besitzungen und dem Einzug der Einkünfte aus diesen war er auch für Gefangene verantwortlich, die als mögliche Unterstützer Lancasters festgehalten wurden. Dabei konnten die neuen Besitzer, an die der König die Güter dann vergab, Belers Tätigkeit kaum kontrollieren. Bereits 1321 hatte er sich als Geldverleiher betätigt, doch 1324 konnte er eine stattliche Summen von £ 300 verleihen. 

## Tätigkeit im Schatzamt und Ermordung
Einen Teil der Güter Lancasters vergab der König an seinen Günstling Hugh le Despenser, mit dem Beler eng zusammenarbeitete. Diese Zusammenarbeit wurde weiter belohnt. Am 20. Juli 1322 wurde Beler zum Baron of the Exchequer, einem führenden Beamten des Schatzamts ernannt, und einen Tag später ernannte Despenser ihn zu seinen Anwalt. Sowohl als Baron of the Exchequer wie auch als Richter begünstigte Beler nun klar Despenser, von dem er sogar Anweisungen entgegennahm. Als Beamter des Schatzamts gewann Beler rasch weiter an Bedeutung. Anfang 1324 plante er, das Schatzamt zu reformieren und in eine Behörde für Nord- und eine für Südengland zu teilen. Dabei wollte er die Verwaltung des reicheren Südenglands übernehmen, während Walter Norwich die Verwaltung der ärmeren Grafschaften nördlich des River Trent übernehmen sollte. Sowohl der Treasurer Walter Stapeldon wie auch Walter Norwich lehnten diese Aufteilung ab, deren Nutzen zweifelhaft war. Aufgrund dieses Widerstands wurde die Aufteilung erst im Juni 1324 umgesetzt. Belers Karriere wurde durch seine Ermordung in Leicestershire abrupt beendet, an der die Brüder Eustace, Robert und Walter de Folville sowie Ralph la Zouche beteiligt waren. Das Verbrechen wurde nie vollständig aufgeklärt. Beler war wegen seines Verrats an Lancaster, aber auch wegen seiner Tätigkeit als Verwalter bei seinen Nachbarn in Leicestershire unbeliebt, möglicherweise war er aber auch ein Opfer einer Fehde geworden, in die Mitglieder der Familien Zouche und Folville verwickelt waren. Vielleicht wurde er auch als Unterstützer des unbeliebten Despenser ermordet. Die Regierung ahndete den Mord streng und beschlagnahmte die Besitzungen der an der Fehde beteiligten Familien, deren Angehörige jedoch meistens nach Wales oder ins Ausland fliehen konnten.

## Erbe
Seinen Wohlstand hatte Beler zur Erweiterung seines Landbesitzes genutzt. Bereits 1317 hatte er begonnen, seine Besitzungen bei Kirby Bellars in Leicestershire zu erweitern. Ab 1323 konnte er seinen Besitz wesentlich erweitern, so dass er bei seinem Tod neun Güter und weiteren Landbesitz in insgesamt sechs Grafschaften besaß. Der Schwerpunkt seiner Besitzungen blieb aber in Leicestershire. Mit seiner Frau Alice hatte Beler mindestens zwei Söhne, Roger und Thomas. Schon zu Lebzeiten hatte er eine Stiftung zugunsten der Kirche in Kirby Bellars in Leicestershire gemacht.
Im Herbst 1326 wurde die Herrschaft von Eduard II. und seines Günstlings Hugh le Despenser gestürzt. Eine der ersten Maßnahmen der neuen Regierung war die Begnadigung der Familien Zouche und Folville. Die Aufteilung des Schatzamts wurde rückgängig gemacht.